# Genola (Minnesota)
Genola és una població dels Estats Units a l'estat de Minnesota. Segons el cens del 2000 tenia 71 habitants.

## Demografia
Segons el cens del 2000, Genola tenia 71 habitants, 27 habitatges, i 20 famílies. La densitat de població era de 85,7 habitants per km².
Dels 27 habitatges en un 37% hi vivien nens de menys de 18 anys, en un 55,6% hi vivien parelles casades, en un 3,7% dones solteres, i en un 25,9% no eren unitats familiars. En el 22,2% dels habitatges hi vivien persones soles el 7,4% de les quals corresponia a persones de 65 anys o més que vivien soles. El nombre mitjà de persones vivint en cada habitatge era de 2,63 i el nombre mitjà de persones que vivien en cada família era de 3.
Per edats la població es repartia de la següent manera: un 31% tenia menys de 18 anys, un 9,9% entre 18 i 24, un 28,2% entre 25 i 44, un 8,5% de 45 a 60 i un 22,5% 65 anys o més.
L'edat mediana era de 35 anys. Per cada 100 dones de 18 o més anys hi havia 96 homes.
La renda mediana per habitatge era de 33.750 $ i la renda mediana per família de 36.250 $. Els homes tenien una renda mediana de 51.250 $ mentre que les dones 17.500 $. La renda per capita de la població era de 15.796 $. Cap de les famílies i el 2,9% de la població estaven per davall del llindar de pobresa.

## Poblacions properes
El següent diagrama mostra les poblacions més properes.